# Airsoft gun
Airsoft gun (ASG, BB-guns) – urządzenie pneumatyczne w postaci repliki broni strzeleckiej strzelające plastikowymi kulkami (kalibru 6 lub 8 mm), wykorzystywane głównie podczas rozgrywek airsoft (rzadziej do treningu grup paramilitarnych).
Zasada działania replik ASG opiera się wystrzeliwaniu kulek za pomocą sprężonego powietrza lub gazu (analogicznie jak w broni pneumatycznej). Ze względu na budowę można wyróżnić repliki: sprężynowe, gazowe i elektryczne (zob. rodzaje replik). Wytwarzane są zazwyczaj w skali 1:1 (względem prawdziwej broni) choć zdarzają się również egzemplarze pomniejszane, np. w skali 1:3 lub innej. W myśl polskiego prawa repliki ASG nie są bronią, lecz zabawkami lub urządzeniami rekreacyjno-sportowymi, ze względu na bardzo małą energię wystrzeliwanych pocisków.

## Rodzaje replik

Animacja przedstawiająca działanie repliki AEG

Ze względu na sposób zasilania wyróżniamy następujące rodzaje replik ASG:
- sprężynowe – modele, w których przed każdym wystrzałem trzeba ręcznie naciągnąć sprężynę. W tego typu modelach do uzyskania sprężonego powietrza służy zespół cylindra, tłoka i sprężyny – sprężyna rozpędza tłok, który spręża powietrze w cylindrze. Napęd sprężynowy ma zastosowanie nie tylko w najprostszych replikach, lecz często jest stosowany w karabinach wyborowych. W miarę wzrostu trwałości, precyzji i jakości wykonania, cena repliki sprężynowej rośnie nawet do kilku tys. zł[3].

- gazowe – (tzw. „gaziaki”) modele, w których kulki wystrzeliwane są przy pomocy gazu umieszczonego w zbiorniku (najczęściej umiejscowiony w magazynku repliki). Stosowanymi najczęściej gazami są tzw. „green gas” (propan, który w przeciwieństwie do specjalnych gazów nie zawiera smarów koniecznych do konserwacji zaworów zbiornika z gazem) lub CO2. W tym przypadku kulka rozpędzana jest wskutek rozprężania porcji gazu dawkowanej przez zawór. Modele napędzane w ten sposób charakteryzują się zmienną mocą powodowana sprężaniem i rozprężaniem gazu w zależności od warunków użytkowania. Ich główną wadą jest tak zwany syfon – przymarznięcie ruchomych części zaworu powodujące upuszczenie całego gazu za jednym strzałem. Modele gazowe są też nieekonomiczne z powodu ceny gazu i niskiego stosunku liczby oddanych strzałów do ceny gazu, oraz skomplikowanej obsługi (konserwacji) systemu. Ponadto przy temperaturach bliskich i poniżej zera repliki o napędzie gazowym przy zastosowaniu najbezpieczniejszego dla nich green gazu praktycznie nie nadają się do użytku z powodu wyjątkowo częstego efektu syfonu, oraz drastycznego spadku mocy wywołanego właściwościami fizycznymi gazów (wpływ temperatury na rozprężanie gazu)[3].

- elektryczne – (air electric gun, „AEG”) najpopularniejsze, potocznie zwane: elektrykami, najczęściej spotykane na polach airsoftowych walk repliki broni długiej, w których sprężynę – poprzez przekładnię zębatą – naciąga silnik, z tym wyjątkiem zasada działania jest identyczna, jak w przypadku modeli sprężynowych. Modele charakteryzują się możliwością prowadzenia „ognia” ciągłego, dużym zasięgiem oraz szybkostrzelnością, a także ze względu na dostępność części – dużymi możliwościami tuningu zarówno mocowego, jak i wizualnego. Inne, również spotykane wyjaśnienie skrótu to automatic electric airsoft gun[3].

Repliki wszystkich trzech rodzajów produkowane są z tworzyw sztucznych (i kompozytów), stopów metali, w niektórych replikach wykorzystywane są elementy drewniane.

## Systemy używane w replikach ASG
Repliki ASG posiadają systemy przybliżające ich działanie do prawdziwych odpowiedników. Są to hop-up (podkręcanie kulki w celu zwiększenia jej zasięgu oraz celności) i blowback (ruch zamka wywoływany przez porcję gazu, uwalnianego z magazynka imituje zachowanie prawdziwej broni), system ten jest coraz częściej stosowany w replikach typu AEG, gdzie zamiast gazu ruch zamka i odrzut jest powodowany przez dwa dodatkowe mechanizmy.
Niektóre pistolety gazowe i elektryczne mogą oprócz ognia pojedynczego i ciągłego oddawać również zadane serie. Spotykane są dwa rozwiązania umożliwiające tę funkcję. Starsze jest zawodnym rozwiązaniem mechanicznym, nowsze zastosowane po raz pierwszy w replikach PTW produkcji japońskiej firmy Systema opiera się już na możliwości zaprogramowania repliki na oddawanie określonej liczby strzałów przy jednokrotnym naciśnięciu języka spustowego.

## ASG a paintball
Repliki ASG stanowią treningową alternatywę dla miłośników strzelectwa. Repliki ASG wyższych klas, które obecnie dominują w wyposażeniu, są równie drogie jak markery paintballowe. Na korzyść airsoftu przemawia jednak poważna różnica w cenie kulek – paintballowe są droższe, gdyż zawierają w środku farbę i mają większy kaliber, bardziej skomplikowany jest również proces ich produkcji. Poza zagadnieniami związanymi z kosztami, pozostaje kwestia realizmu, gdyż granie w paintball wymaga masek zakrywających całą twarz, co zmniejsza realność wyglądu. Zasadniczo replika ASG sama w sobie przypomina oryginalne odpowiedniki, zaś jedyną niezbędną osłoną są atestowane okulary. Jednakże wraz z rosnącą prędkością wylotową replik gracze Airsoftowi coraz częściej wykorzystują pełną osłonę twarzy. W zakresie realności funkcjonowania replik w stosunku do markerów paintballowych: realność działania należy przyznać tym drugim, w wersji REAL ACTION MARKER (RAM). RAM-y to jednak stosunkowo drogie rozwiązanie, niepopularne wśród paintballistów, dlatego większość osób w kwestii odwzorowania rzeczywistej broni skłania się w wyborze ku ASG.